# کوستروشوتسی
کوستروشوتسی (به صربی: Kostroševci) یک منطقهٔ مسکونی در صربستان است که در سوردولیکا واقع شده‌است. کوستروشوتسی ۸۱ نفر جمعیت دارد.